# Ophrys lesbis
Ophrys lesbis is een Europese orchidee van het geslacht spiegelorchis (Ophrys). De soort komt vooral voor op het Griekse eiland Lesbos.

## Naamgeving enetymologie
- Synoniem: Ophrys argolica subsp. lesbis (Gölz & H.R.Reinhard) H.AE. Pedersen & N. Faurhoudt

De botanische naam Ophrys is afkomstig van Oudgrieks ὀφρῦς, ophrus en betekent ‘wenkbrauw’, wat zou moeten slaan op de behaarde lip. De soortaanduiding lesbis verwijst naar de voornaamste vindplaats, het eiland Lesbos.

## Kenmerken
Ophrys lesbis is een overblijvende, niet-winterharde plant, tot 28 cm hoog, gedrongen, met twee tot zes middelgrote, helder gekleurde bloemen in een ijle aar.
De bloemen dragen witte, roze of lila, elliptische kelkbladen met groene nerven, aan de onderzijde dikwijls paars gevlekt of gestipt. De bovenste kroonbladen zijn eveneens wit of roze, langwerpig tot smal driehoekig van vorm.
De lip is tot 20 mm lang en 16 mm breed, ongedeeld, zwak convex, afgerond trapeziumvormig, roodbruin gekleurd met bruine tot witte fluwelige beharing op de schouders en een lichter, oranje gekleurd centrum. Het speculum is hoefijzervormig, glanzend rood of blauw gekleurd met een smalle witte rand, soms gereduceerd tot twee losse, symmetrische vlekken. Het basaal veld heeft dezelfde kleur als de lip. Er is een al dan niet opvallend, lichtbruin tot groen aanhangseltje in een V-vormige inkeping van de lip. De pseudo-ogen zijn in verhouding groot, rond, glanzend, in het centrum lichtbruin, omringd door grijsgroen.
De bloeitijd is van maart tot april.

## Voortplanting
Ophrys lesbis wordt bestoven door de zandbij Andrena curiosa.
Voor details van de voortplanting, zie spiegelorchis.

## Habitat, verspreiding en voorkomen
Ophrys lesbis geeft de voorkeur aan droge tot vochtige, alkalische bodems op zonnige of halfbeschaduwde plaatsen, zoals graslanden, garrigues en lichte eikenbossen. In laaggebergtes komt de soort voor tot op hoogtes van 320 m.
Het verspreidingsgebied van Ophrys lesbis is beperkt tot de Griekse eilanden Lesbos en Samos en het Turkse schiereiland Bodrum.
Ze komt over heel het gebied slechts plaatselijk voor en is zeer zeldzaam. Op Lesbos is ze vooral te vinden in het vulkanische westen van het eiland.

## Verwantschap en gelijkende soorten
Ophrys lesbis wordt binnen het geslacht Ophrys in een sectie Araniferae geplaatst, en daarbinnen in een groep met o.a. O. argolica die vooral op de Griekse eilanden voorkomen.
Ze kan van deze soorten onderscheiden worden door de opvallend grote en gekleurde pseudo-ogen.